# Kæreste i koma
Kæreste i Koma (originaltitel: "Girlfriend in a Coma") er en roman af den canadiske forfatter Douglas Coupland.
Bogen, der blev udgivet i 1998, fortæller historien om en gruppe venner, der vokser op i Vancouver, British Columbia i Canada i slutningen af 1970'erne. En aften ved en fest falder en af hovedpersonerne, Karen, i koma. Det viser sig at hun måske selv havde forventet dette, da hun før sit koma havde givet et brev til sin kæreste Richard, hvori hun beskrev hvordan hun havde haft meget levende drømme om fremtiden, som hun var bange for og derfor ønskede at sove i 1.000 år for at undgå det fremtidsscenarie, hun havde drømt om.